# Daniel Camus (football)
Pour les articles homonymes, voir Daniel Camus et Camus.
 (avril 2020).
Si vous disposez d'ouvrages ou d'articles de référence ou si vous connaissez des sites web de qualité traitant du thème abordé ici, merci de compléter l'article en donnant les références utiles à sa vérifiabilité et en les liant à la section « Notes et références ».
Daniel Camus (né le 21 octobre 1971 à Auvelais) est un joueur de football professionnel et homme d’affaires belge. Il met un terme à sa carrière en janvier 2007 pour se lancer dans les affaires.

## Biographie
Originaire de Falisolle (commune de Sambreville), il quitta très tôt le club de l'US Falisolloise pour aller dans les équipes d'âge du RWDM.
Il fit une carrière complète en première division belge avec un passage par la Bundesliga.
En 2003, le Standard de Liège souhaite s’attacher ses services mais les supporters du club protestent violemment contre ce transfert. Ils reprochent au joueur son implication dans une bagarre entre supporters liégeois et anderlechtois, dans laquelle il aurait été impliqué plusieurs années auparavant. Devant la vindicte populaire, la direction du club liégeois finira par renoncer à ce transfert.  
À la fin de sa carrière il participera au lancement de Belgacom TV en devenant présentateur de via calcio et du multifoot.  
Cet universitaire Bruxellois d'adoption  a ensuite opéré une reconversion professionnelle dans le monde des affaires et dirigea un grand nombre de sociétés actives dans le domaine de l'événementiel, de l'investissement, de l'immobilier et du management. Serial entrepreneur, il créa ou développa les sociétés 5e saison, Famous Club, DCLDS, 5s Patrimony, Body Training Studio, DCA Manangement, Talent, RD Project
Grâce à sa notoriété il devient aussi ambassadeur pour Unibed, Bwin, Ermenegildo Zegna, Mercedes Benz, Puma entre autres.
En 2014 ill retourne à ses premiers amours et lance  avec succès un projet lié au sport et au bien être " body training studio " aujourd'hui numéro un belge dans le domaine de l'EMS (electro myo stimulation), il y a une dizaine d'établissements sur le territoire et les premières franchises voient le jour depuis janvier 2018 en Belgique et à l'international.  
Titulaire de certificats décernés par les plus hautes instances du sport et fort d'une expérience de terrain, il est également coach en développement personnel et préparation mentale pour un grand nombre de personnalités ou de sportifs professionnels.  
Il offre aussi ses services en tant qu'agent de talent dans les domaines du sport, football en particulier, et les domaines artistiques au travers des sociétés DCA management et Talent.  
Lorsqu'il était en couple  avec l'ex-Miss Belgique Alizée Poulicek, il a eu un deuxième enfant en août 2012. Le couple s'est séparé le 7 août 2013.
Il est  le papa d'Aldwin et Raphaël

## Carrière de footballeur

### Équipe de jeunes
- 1977-1983 US Falisolle,  Belgique
- 1983-1990 RWD Molenbeek  jeunes,  Belgique

### Carrière professionnelle
- 1990-1997 RWD Molenbeek,  Belgique
- 1997-1999 La Gantoise,  Belgique
- 1999-2001 FC Malines,  Belgique
- 2001-2002 Sporting de Charleroi,  Belgique
- 2002-janv. 2003 Waldhof Mannheim,  Allemagne
- Janv.2003-janv. 2005 RAA Louviéroise,  Belgique
- Janv. 2005- 2005 KSK Renaix,  Belgique
- 2005- 2006 FC Malines,  Belgique
- 2006-2007 RJS Heppignies-Lambusart-Fleurus  Belgique

## Référence
1. ↑  « Daniel Camus au Standard », La Dernière Heure,‎ 21 juin 2003 (lire en ligne, consulté le 19 avril 2017)